# Ronald P. Clark

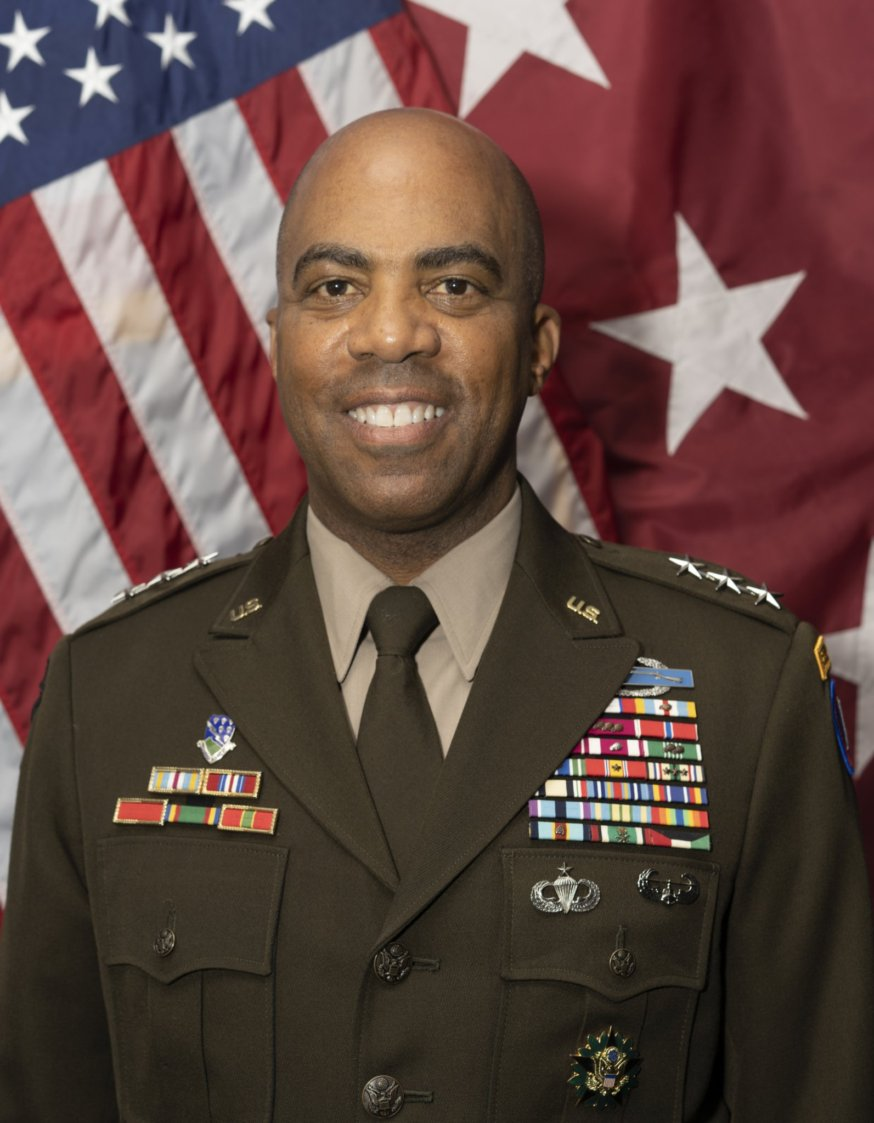
Ronald P. Clark (2021)

Ronald Patrick Clark (* 15. August 1966 in Montana) ist ein General der United States Army. Er war unter anderem Kommandeur der 3. Armee. Seit November 2024 kommandiert er die United States Army Pacific
In den Jahren 1984 bis 1988 durchlief Ronald Clerk die United States Military Academy in West Point. Nach seiner Graduation wurde er als Leutnant der Infanterie zugeteilt. In der Armee durchlief er anschließend alle Offiziersränge vom Leutnant bis zum Drei-Sterne-General.
Im Lauf seiner militärischen Karriere absolvierte er verschiedene Kurse und Schulungen. Dazu gehörten unter anderem das Command and General Staff College und das United States Army War College. Außerdem erhielt er einen akademischen Grad von der Duke University.
In seinen jüngeren Jahren absolvierte er den für Offiziere in den niederen Rangstufen üblichen Dienst in unterschiedlichen Einheiten und Standorten. Dazu gehörten auch Aufgaben als Stabsoffizier in verschiedenen Hauptquartieren. Im Verlauf seiner weiteren Karriere kommandierte er militärische Einheiten auf fast allen Ebenen. Zudem bekleidete er mehrere Aufgaben als Stabsoffizier, auch im Pentagon.
Clark war im Zweiten Golfkrieg und im Irakkrieg eingesetzt. Am 2. Juni 2015 erreichte er mit seiner Beförderung zum Brigadegeneral die Generalsränge. Zwischen April 2016 und Juli 2017 war er Stabsoffizier bei einem in Großbritannien stationierten Korps der NATO (Allied Rapid Reaction Corps). Dort leitete er dessen G3-Abteilung für Operationen. Im Juli 2017 wurde er nach Hawaii versetzt, wo er bis zum Januar 2018 Stabschef der United States Army Pacific war. In der Folge blieb er auf Hawaii, wo er das Kommando über die 25. Infanteriedivision übernahm. Diesen Posten hatte er zwischen Januar 2018 und November 2019 inne. Teile der Division waren an der Operation Inherent Resolve im Irak und in Syrien beteiligt.
Als Nächstes wurde er Stabschef beim United States Indo-Pacific Command, das ebenfalls auf Hawaii angesiedelt ist. Diese Funktion übte er zwischen Dezember 2019 und Juli 2021 aus. Anschließend erhielt er das Kommando über die 3. Armee die ihr Hauptquartier auf der Shaw Air Force Base in South Carolina hat. Dieses Kommando hatte er zwischen August 2021 und Juli 2022 inne. Danach wurde er als Senior Military Assistant zum Stab des Verteidigungsministeriums versetzt. Am 8. November 2024 wurde er als Nachfolger von Charles A. Flynn neuer Kommandeur der United States Army Pacific deren Hauptquartier sich in Fort Shafter in Hawaii befindet.

## Orden und Auszeichnungen
Ronald Clark erhielt im Lauf seiner militärischen Laufbahn unter anderem folgende Auszeichnungen:
- Army Distinguished Service Medal
- Defense Superior Service Medal
- Legion of Merit
- Bronze Star Medal
- Defense Meritorious Service Medal
- Meritorious Service Medal
- Army Commendation Medal
- Army Achievement Medal
- Joint Meritorious Unit Award
- Valorous Unit Award
- Navy Unit Commendation
- Meritorious Unit Commendation
- Superior Unit Award
- National Defense Service Medal
- Southwest Asia Service Medal
- Iraq Campaign Medal
- Global War on Terrorism Expeditionary Medal
- Global War on Terrorism Service Medal
- Humanitarian Service Medal
- Military Outstanding Volunteer Service Medal
- Kuwait Liberation Medal (Saudi-Arabien)
- Kuwait Liberation Medal (Kuwait)